# Karen Clark
Karen Clark (Montreal, 9 de abril de 1972) é uma nadadora sincronizada canadiana, medalhista olímpica.

## Carreira
Karen Clark representou seu país nos Jogos Olímpicos de 1996, ganhando a medalha de prata em Atlanta 1996, com a equipe canadense.